# Olga Kochneva
Olga Kochneva est une escrimeuse russe née le 29 juin 1988 à Dzerjinsk. Elle a remporté la médaille de bronze de l'épée féminine par équipes aux Jeux olympiques d'été de 2016 à Rio de Janeiro.